# Grand Prix-wegrace van de Adriatische Zee 1970
De Grand Prix-wegrace van de Adriatische Zee 1970 was de derde race van wereldkampioenschap wegrace in het seizoen 1970. De race werd verreden op 24 mei 1970 op het stratencircuit Opatija, in Joegoslavië langs de kust van de Kvarnergolf tussen Opatija en Rijeka.

## 500cc-klasse
In Opatija wilde Giacomo Agostini zijn overmacht wel weer eens tonen, nadat hij in de GP van Frankrijk een spelletje had gespeeld met Alberto Pagani en Angelo Bergamonti. Er werd nog wel wat tegenstand verwacht van Pagani, maar die had tijdens de trainingen al van alles vervangen om het overslaan van zijn LinTo op te lossen. Dat was niet gelukt en hij moest al in de eerste ronde opgeven. De Australiër Terry Dennehy kon met een tweecilinder Honda CB 450 nog een tijdje bij Agostini blijven, maar moest ook stoppen om bougies te wisselen. Uiteindelijk reed Agostini Angelo Bergamonti en Roberto Gallina (Paton) op een ronde en de rest van het veld op minstens twee ronden.

### Uitslag 500cc-klasse
| Pos | Coureur           | Merk            | Tijd         | Punten |
| --- | ----------------- | --------------- | ------------ | ------ |
| 1   | Giacomo Agostini  | MV Agusta       | 1h 12' 49" 3 | 15     |
| 2   | Angelo Bergamonti | Aermacchi       | +1 ronde     | 12     |
| 3   | Roberto Gallina   | Paton           | +1 ronde     | 10     |
| 4   | Jack Findlay      | McIntyre-Seeley | +2 ronden    | 8      |
| 5   | Martti Pesonen    | Yamaha          | +2 ronden    | 6      |
| 6   | Dave Simmonds     | Kawasaki        | +2 ronden    | 5      |
| 7   | Ginger Molloy     | Kawasaki        | +2 ronden    | 4      |
| 8   | Gyula Marsovszky  | LinTo           | +2 ronden    | 3      |
| 9   | Gianpiero Zubani  | Kawasaki        | +2 ronden    | 2      |
| 10  | Jean Campiche     | Honda           | +3 ronden    | 1      |
| 11  | Lewis Young       | Honda           | +3 ronden    |        |
| 12  | František Srna    | Jawa            | +4 ronden    |        |
| 13  | Alo Zanetta       | Kawasaki        | +7 ronden    |        |
| 14  | Steve Ellis       | LinTo           | +7 ronden    |        |

### Niet gefinished
| Coureur        | Merk  | Oorzaak |
| -------------- | ----- | ------- |
| Alberto Pagani | LinTo | motor   |
| Terry Dennehy  | Honda |         |

### Top tien tussenstand 500cc-klasse
| Pos | Coureur           | Merk            | Ptn |
| --- | ----------------- | --------------- | --- |
| 1   | Giacomo Agostini  | MV Agusta       | 45  |
| 2   | Ginger Molloy     | Kawasaki        | 22  |
| 3   | Angelo Bergamonti | Aermacchi       | 20  |
| 4   | Alan Barnett      | Seeley          | 16  |
| 5   | Roberto Gallina   | Paton           | 10  |
| 5   | Martti Pesonen    | Yamaha          | 10  |
| 5   | Alberto Pagani    | LinTo           | 10  |
| 5   | Tommy Robb        | Seeley          | 10  |
| 9   | Jack Findlay      | McIntyre-Seeley | 8   |
| 9   | Gyula Marsovszky  | Kawasaki        | 8   |
| 9   | Karl Hoppe        | Münch-URS       | 8   |

## 350cc-klasse
In de 350cc-race startten de Benelli's van Gilberto Parlotti en Kel Carruthers het beste, gevolgd door Kent Andersson (Yamaha) en Giacomo Agostini (MV Agusta). Andersson viel terug naar de vierde plaats, maar de Benelli's bleven voorop: Carruthers (met een gebroken bot in zijn voet na zijn val in de 250cc-race in le Mans) vóór Parlotti. Parlotti viel echter, waarbij zijn schakelpedaal afbrak. De versnellingsbak van Carruthers begon te haperen en Agostini begon twee seconden per ronde van hem weg te lopen. Achter hen ontstond weer enige strijd tussen de oprukkende Fin Martti Pesonen (Yamaha), Silvio Grassetti (Jawa) en Rodney Gould (Yamaha). Andersson viel halverwege de race uit toen zijn motor nog op slechts één cilinder liep, waardoor Grassetti en Pesonen om de derde plaats vochten. Dit gevecht werd gewonnen door Grassetti.
| Pos | Coureur          | Merk      | Tijd         | Punten |
| --- | ---------------- | --------- | ------------ | ------ |
| 1   | Giacomo Agostini | MV Agusta | 1h 02' 48" 6 | 15     |
| 2   | Kel Carruthers   | Benelli   | +41" 6       | 12     |
| 3   | Silvio Grassetti | Jawa      | +1 ronde     | 10     |
| 4   | Martti Pesonen   | Yamaha    | +1 ronde     | 8      |
| 5   | Rodney Gould     | Yamaha    | +1 ronde     | 6      |
| 6   | Roberto Gallina  | Aermacchi | +1 ronde     | 5      |
| 7   | Karel Bojer      | CZ        | +1 ronde     | 4      |
| 8   | Chas Mortimer    | Yamaha    | +2 ronden    | 3      |
| 9   | Vasco Loro       | Yamaha    | +2 ronden    | 2      |
| 10  | Paul Eickelberg  | Yamaha    | +3 ronden    | 1      |

| Coureur           | Merk    | Oorzaak       |
| ----------------- | ------- | ------------- |
| Gilberto Parlotti | Benelli | schakelpedaal |
| Kent Andersson    | Yamaha  | motor         |

### Top tien tussenstand 350cc-klasse
| Pos | Coureur            | Merk              | Ptn |
| --- | ------------------ | ----------------- | --- |
| 1   | Giacomo Agostini   | MV Agusta         | 30  |
| 2   | Kel Carruthers     | Benelli           | 24  |
| 3   | Chas Mortimer      | Yamaha            | 13  |
| 4   | Silvio Grassetti   | Jawa              | 10  |
| 5   | Martti Pesonen     | Yamaha            | 8   |
| 5   | Karl Hoppe         | Yamaha            | 8   |
| 7   | Rodney Gould       | Yamaha            | 6   |
| 7   | Hans-Dieter Görgen | Yamaha            | 6   |
| 9   | Roberto Gallina    | Aermacchi         | 5   |
| 9   | Jim Curry          | Drixton-Aermacchi | 5   |

## 250cc-klasse
De 250cc-race was erg spannend, vooral dankzij het geweldige rijden van Santiago Herrero (Ossa). Aanvankelijk ontstond er een flink gevecht om de leiding tussen Kel Carruthers (Yamaha) en Kent Andersson (Yamaha). Herrero was toen nog in een gevecht om de derde plaats gewikkeld met Dieter Braun (MZ). Toen diens koppeling begon te slippen dichtte Herrero het gat met Andersson. Uiteindelijk wist Herrero een gaatje van 2 seconden te slaan, maar Carruthers had inmiddels 5 seconden voorsprong genomen en die kon Herrero met zijn eencilinder Ossa niet meer dicht rijden. Nu lachte het geluk hem echter toe, want in de laatste ronde liep de Yamaha van Carruthers heel even op één cilinder om daarna vast te slaan. Achter dit geweld werd ook hevig gestreden door Rodney Gould (Yamaha) en Günter Bartusch, maar die laatste kwam op een gegeven moment met een afgeslagen MZ de pit in rollen. Herrero won aldus, Andersson werd tweede en Gould werd derde. Hoewel de Yamaha's onverslaanbaar werden geacht, ging Ossa-rijder Santiago Herrero als leider in het wereldkampioenschap naar het eiland Man.
| Pos | Coureur          | Merk   | Tijd      | Punten |
| --- | ---------------- | ------ | --------- | ------ |
| 1   | Santiago Herrero | Ossa   | 55' 10" 4 | 15     |
| 2   | Kent Andersson   | Yamaha | +4"       | 12     |
| 3   | Rodney Gould     | Yamaha | +52" 4    | 10     |
| 4   | Jarno Saarinen   | Yamaha | +54" 7    | 8      |
| 5   | Börje Jansson    | Yamaha | +1' 28" 1 | 6      |
| 6   | Teuvo Länsivuori | Yamaha | +1' 54" 1 | 5      |
| 7   | Chas Mortimer    | Yamaha | +2' 28" 7 | 4      |
| 8   | Marty Lunde      | Yamaha | +1 ronde  | 3      |
| 9   | Gyula Marsovszky | Yamaha | +1 ronde  | 2      |
| 10  | Gøsta Jensen     | Yamaha | +1 ronde  | 1      |
| 11  | Larbi Habbiche   | Yamaha | +2 ronden |        |
| 12  | Branko Bevanda   | Yamaha | +2 ronden |        |
| 13  | János Reisz      | MZ     | +2 ronden |        |
| 14  | F. Crocka        | Jawa   | +3 ronden |        |

| Coureur         | Merk   | Oorzaak   |
| --------------- | ------ | --------- |
| Kel Carruthers  | Yamaha | vastloper |
| Dieter Braun    | MZ     | koppeling |
| Günter Bartusch | MZ     |           |

### Top tien tussenstand 250cc-klasse
| Pos | Coureur          | Merk   | Ptn |
| --- | ---------------- | ------ | --- |
| 1   | Santiago Herrero | Ossa   | 27  |
| 2   | Rodney Gould     | Yamaha | 25  |
| 3   | Jarno Saarinen   | Yamaha | 21  |
| 4   | Kel Carruthers   | Yamaha | 15  |
| 5   | Chas Mortimer    | Yamaha | 14  |
| 6   | Kent Andersson   | Yamaha | 12  |
| 6   | László Szabó     | MZ     | 12  |
| 6   | Klaus Huber      | Yamaha | 12  |
| 9   | Gyula Marsovszky | Yamaha | 9   |
| 10  | Walter Sommer    | Yamaha | 6   |

## 125cc-klasse
Ángel Nieto had in Joegoslavië als snelste getraind, maar moest na de start achter Dieter Braun (Suzuki) en Heinz Kriwanek (zelfbouw-Rotax) jagen. Toen hij Kriwanek gepasseerd was, was Dave Simmonds (Kawasaki) al uitgevallen met versnellingsbakproblemen. In de derde ronde kwam Nieto bij Braun, maar hij kon hem pas in de zevende ronde passeren. Daarna begon hij echter snel weg te lopen. Er ontstond een hevig gevecht om de derde plaats tussen Kriwanek en László Szabó (MZ). Zo hevig, dat Kriwanek in de haarspeldbocht onderuit ging. Hij ging op de tiende plaats verder, maar viel in de laatste ronde zo hard, dat hij zijn been verwondde. Szabó was echter ook al uitgevallen door een gebroken krukas. Nieto leek met gemak te winnen, want vlak voor de finish had hij 9 seconden voorsprong. Toen raakte zijn benzine echter op. Braun passeerde hem vlak voor de streep en won met 0,9 seconden voorsprong. De derde plaats ging uiteindelijk naar Angelo Bergamonti met de nieuwe Aermacchi Ala d'Oro 125.
| Pos | Coureur            | Merk      | Tijd      | Punten |
| --- | ------------------ | --------- | --------- | ------ |
| 1   | Dieter Braun       | Suzuki    | 47' 54" 1 | 15     |
| 2   | Ángel Nieto        | Derbi     | +0" 9     | 12     |
| 3   | Angelo Bergamonti  | Aermacchi | +1' 01" 5 | 10     |
| 4   | Börje Jansson      | Maico     | +1' 38" 1 | 8      |
| 5   | Aalt Toersen       | Suzuki    | +1' 43" 6 | 6      |
| 6   | Giuseppe Mandolini | Villa     | +1' 51" 8 | 5      |
| 7   | Giuseppe Consalvi  | Villa     | +2' 07" 5 | 4      |
| 8   | Toni Gruber        | Maico     | +2' 10" 2 | 3      |
| 9   | Bernd Köhler       | MZ        | +2' 39" 9 | 2      |
| 10  | Jürgen Lenk        | MZ        | +1 ronde  | 1      |
| 11  | Luigi Rinaudo      | Aermacchi |           |        |

| Coureur        | Merk           | Oorzaak         |
| -------------- | -------------- | --------------- |
| Dave Simmonds  | Kawasaki       | versnellingsbak |
| Heinz Kriwanek | zelfbouw-Rotax | val             |
| László Szabó   | MZ             | krukas          |

### Top tien tussenstand 125cc-klasse
| Pos | Coureur           | Merk      | Ptn |
| --- | ----------------- | --------- | --- |
| 1   | Dieter Braun      | Suzuki    | 30  |
| 2   | Heinz Kriwanek    | Rotax     | 20  |
| 2   | Börje Jansson     | Maico     | 20  |
| 4   | Toni Gruber       | Maico     | 17  |
| 5   | John Dodds        | Aermacchi | 15  |
| 6   | Günter Bartusch   | MZ        | 12  |
| 6   | Ángel Nieto       | Derbi     | 12  |
| 8   | Angelo Bergamonti | Aermacchi | 10  |
| 8   | Walter Sommer     | Yamaha    | 10  |
| 10  | László Szabó      | MZ        | 9   |

## 50cc-klasse
In de 50cc-klasse had Ángel Nieto (Derbi) net als in de vorige race een slechte start. Jos Schurgers (Van Veen-Kreidler) en Martin Mijwaart (Jamathi) waren het snelste weg terwijl Aalt Toersen (Jamathi) ook in het middenveld terechtkwam. Toersen had in de trainingen zijn motorfiets beschadigd en reed met een voorvork compleet met voorwiel en remmen die hem door de concurrerende Tomos fabriek ter beschikking gesteld waren. Nieto had maar drie ronden nodig om naar de leiding te rijden, en door steeds opnieuw zijn eigen ronderecord te breken nam hij een flinke voorsprong. Jan de Vries passeerde zijn teamgenoot Schurgers en Toersen passeerde zijn teamgenoot Mijwaart toen diens motor slecht begon te lopen, maar het euvel loste zichzelf op en Mijwaart kon weer aansluiten. Hij kwam uiteindelijk een halve seconde tekort. Nieto won voor een hele rij Nederlanders: de Vries, Schurgers, Toersen en Mijwaart.

### Uitslag 50cc-klasse
| Pos | Coureur           | Merk              | Tijd      | Punten |
| --- | ----------------- | ----------------- | --------- | ------ |
| 1   | Ángel Nieto       | Derbi             | 43' 49" 7 | 15     |
| 2   | Jan de Vries      | Van Veen-Kreidler | +26" 5    | 12     |
| 3   | Jos Schurgers     | Van Veen-Kreidler | +44" 5    | 10     |
| 4   | Aalt Toersen      | Jamathi           | +58" 4    | 8      |
| 5   | Martin Mijwaart   | Jamathi           | +58" 9    | 6      |
| 6   | Rudolf Kunz       | Kreidler          | +1' 54" 7 | 5      |
| 7   | Cees van Dongen   | Kreidler          | +3' 04" 1 | 4      |
| 8   | Salvador Cañellas | Derbi             | +1 ronde  | 3      |
| 9   | Ludwig Faßbender  | Kreidler          |           | 2      |
| 10  | Harald Bartol     | Kreidler          |           | 1      |
| 11  | Gerhard Thurow    | Kreidler          |           |        |
| 12  | Angelo Orsenigo   | Tomos             |           |        |
| 13  | Luigi Rinaudo     | Tomos             |           |        |

### Top tien tussenstand 50cc-klasse
| Pos | Coureur           | Merk              | Ptn |
| --- | ----------------- | ----------------- | --- |
| 1   | Ángel Nieto       | Derbi             | 45  |
| 2   | Rudolf Kunz       | Kreidler          | 27  |
| 3   | Aalt Toersen      | Jamathi           | 23  |
| 4   | Jos Schurgers     | Van Veen-Kreidler | 19  |
| 5   | Salvador Cañellas | Derbi             | 16  |
| 6   | Jan de Vries      | Van Veen-Kreidler | 12  |
| 6   | Martin Mijwaart   | Jamathi           | 12  |
| 8   | Gilberto Parlotti | Tomos             | 10  |
| 9   | Eugenio Lazzarini | Morbidelli        | 9   |
| 10  | Otello Buscherini | Honda             | 5   |

1960 · 1961 · 1962 · 1963 · 1964 · 1965 · 1966 · 1967 · 1968 · 1969 · 1970